# Ryōsei Konishi
Pour les articles homonymes, voir Konishi.
Ryōsei Konishi (小西 遼生, Konishi Ryōsei), de son vrai nom Hiroki Konishi (小西 大樹), né le 20 février 1982 à Tokyo, est un chanteur, seiyū et acteur japonais notamment actif dans les comédies musicales.

## Filmographie

### Cinéma
- 2004 : Toshio no Heya
- 2006 : Runa haitsu 2
- 2008 : Heibon Ponch
- 2008 : Triple Complex Returns
- 2009 : Hijoshi Zukan
- 2009 : Hana Guerilla : Yusuke
- 2010 : Garo: Red Requiem : Kouga Saejima / GARO
- 2013 : Garo: Soukoku no Maryu : Kouga Saejima / GARO

### Drama
- 2003 : Modoken Quill no Issho
- 2003 : Victory! Futto Girls no Seishun
- 2005 : GARO : Kouga Saejima / GARO
- 2006 : Komyo ga Tsuji : Takenaka Kyuusaku
- 2006 : GARO Special: Byakuya no Maju : Kouga Saejima / GARO
- 2007 : Koibana
- 2009 : LOVE GAME : Shinozaki
- 2011 : GARO : Makai Senki : Kouga Saejima / GARO

### Anime
- 2004 : School Rumble : Ōji Karasuma
- 2005 : Sugar Sugar Rune : Pierre
- 2006 : G-9 : 3-5-10 / Sa-go-juu

## Scénographie partielle
Note : Le tiret (-) entre les années annonce un rôle continu dans une même production. La barre oblique (/) indique un rôle identique mais tenu sur des moutures différentes.
- 2003 - 2005 : Tenimyu : Shinji Ibu
- 2004 : Hunter x Hunter Play : Kuroro Lucifer
- 2007 : The Light in the Piazza : Fabrizio Naccarelli
- 2007 - 2009 : Les Misérables : Marius
- 2011 : Dracula : Jonathan Harker
- 2012 / 2013 / 2014 : Thrill Me : Lui (Richard Loeb)
- 2013 : Piaf : Charles Aznavour
- 2013 : Next to Normal : Gabe
- 2015 : La Nuit des rois : Orsino
- 2017 / 2020 : Frankenstein : Henry Dupre / la Créature
- 2019 : Le Crime de l'Orient-Express : Hercule Poirot
- 2019 : Natasha, Pierre & The Great Comet of 1812 : Anatole Kuragin
- 2021 : GOYA : Zapater
- 2021 - 2022 : Peter Pan : le Capitaine Crochet / Mr Darling
- 2023 : Ikiru : Le romancier
- 2023 - 2024 : LUPIN: The Secret of Countess Cagliostro : Sherlock Holmes
- 2024 : Le Roi et moi : Kralahome
- 2025 : Bonnie & Clyde : Buck

## Jeux vidéos
- 2007 : Dragon Quest Swords : La Reine masquée et la Tour des miroirs : Dean